# 大脳皮質
大脳皮質（だいのうひしつ、英: Cerebral cortex）は、大脳の表面に広がる、神経細胞の灰白質の薄い層。その厚さは場所によって違うが、1.5mmから4.0mmほどで、大脳基底核と呼ばれる灰白質の周りを覆っている。
知覚、随意運動、思考、推理、記憶など、脳の高次機能を司り、神経細胞は規則正しい層構造で整然と並んでいる。両生類から見られる古皮質と、哺乳類で出現する新皮質がある。個体発生の初期には古皮質が作られ、後に新皮質が作られる。アルツハイマー病ではβアミロイドの沈着による斑が観察される。

## 各部の名称
大脳皮質の各部には名称が与えられている。しかし名称は一通りではなく、いくつかの異なる観点から与えられた名称が、混在したまま使用されている。
一つめに、脳溝などの、肉眼で確認できる構造を基準にして与えられたマクロ解剖学的な名称がある（脳葉、脳回、脳溝など参照）。
二つめに、顕微鏡や染色技術などを用いて確認される微視的な構造を基準にして与えられたミクロ解剖学的・細胞構築学的な名称がある（ブロードマンの脳地図など参照）。
三つめに、各部位が果たしている機能的役割に応じて与えられた名称がある（一次運動野、体性感覚野、視覚野、聴覚野、言語野など参照）。
そしてこれらの名称に上、下、前、後、内側、外側といった方向を表す用語を付加して位置をより細かく指定する。
またfMRIなどの脳イメージング技術を用いた研究では、データをやり取りするのにタライラッハ座標 (Talairach coordinates) や MNI 座標などの三次元脳座標系を用いた、 x,y,z の三組の数値で皮質部位を指定する。以上述べたような呼称が、皮質の部位を指定するのに混在して用いられている。
例えば外側膝状体から視放線を通じて視覚情報の入力を受ける大脳皮質の部位は、マクロ解剖学的な分類では後頭葉内側面の一部、または鳥距溝周辺であり、細胞構築学的分類ではブロードマン領野の17野 (BA17) であり、機能的な分類であれば一次視覚皮質 (V1) であり、タライラッハ座標であれば (-3, -74, 7) の周辺といった点である。

## 解剖的構造
| 前頭葉 | 頭頂葉 | 側頭葉 | 後頭葉 |

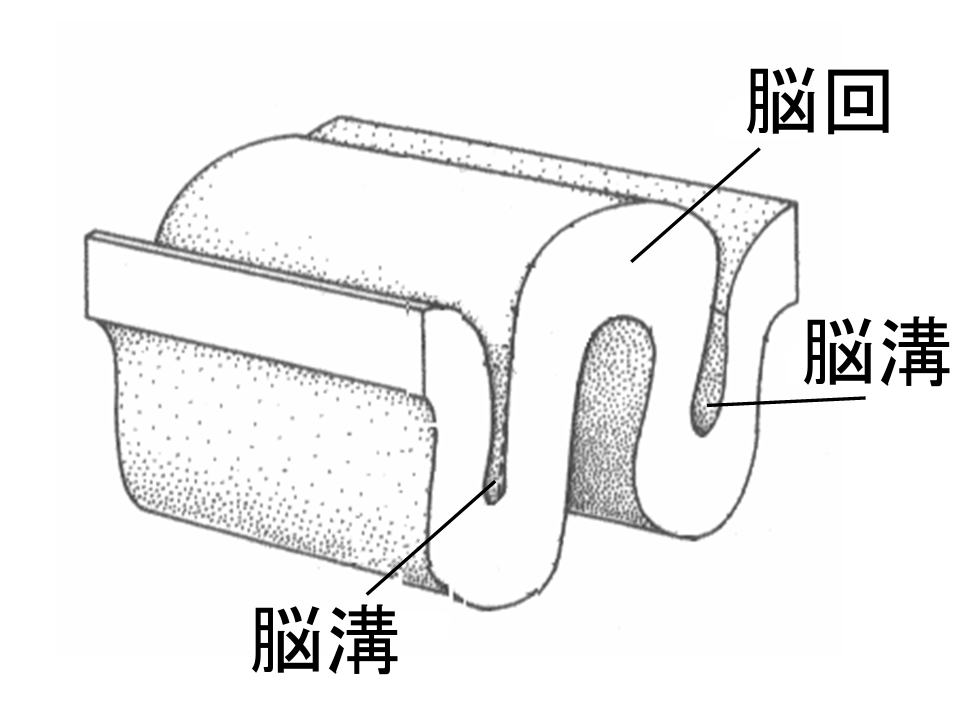
大脳表面のしわ。盛り上がった部分を脳回、へこんだ部分を脳溝と言う。

外側から見た大脳皮質の解剖的区分

大脳は表面から見ると多数のしわが走っていることが特徴的である。このしわによるくぼみを脳溝、ふくらみを脳回と呼ぶ。とくに外側を横に伸びる外側溝（シルヴィウス溝）と縦に伸びる中心溝はよく目立ち、解剖的区分の目安として重要である。
大脳皮質（新皮質でない部分も含む）は、おおまかに以下の領域に分けられる（詳細は脳葉を参照）。
前頭葉
外側溝より上側で、中心溝より前側の部分
頭頂葉
外側溝より上側で、中心溝より後側の部分で、頭頂後頭溝から角回あたりより前側の部分
側頭葉
外側溝より下側で、角回あたりより前側の部分
後頭葉
頭頂後頭溝あたりより後側の部分
島皮質
外側溝が内側にくぼんで広がり、外からは見えなくなった部分

辺縁皮質または辺縁葉
帯状回、海馬傍回、海馬 などを含む。
海馬は新皮質ではないが、大脳皮質には含まれると言ってもよい。なお、「大脳辺縁系」には大脳皮質以外の部分も含まれる。

## 層構造

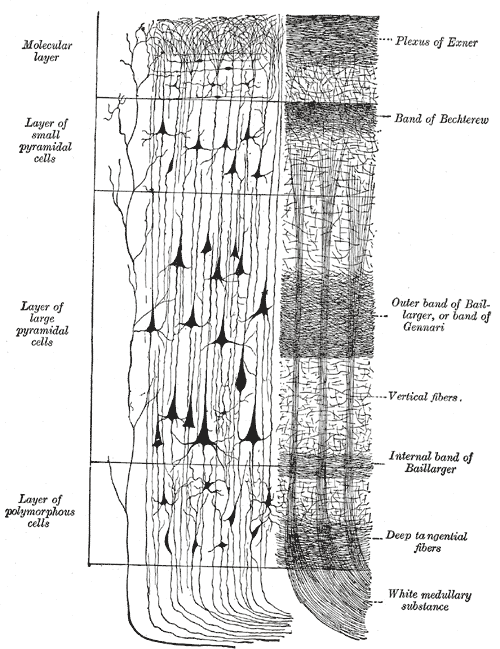
層構造 - 左が細胞染色, 右が繊維構造.
上から順に分子層(molecular layer, I層)から多形細胞層(layer of polymorphous cells, VI層)まで描かれている。

大脳皮質の大部分の領域（新皮質、同種皮質）では、神経細胞は規則正しい6層構造をなして整然と並んでいる。この6層は外側から順に
1. 分子層
2. 外顆粒層
3. 外錐体細胞層
4. 内顆粒層
5. 内錐体細胞層（神経細胞層）
6. 多形細胞層

と呼ばれる。

### 層構造の不均一性
コルビニアン・ブロードマンは、新皮質の6層構造を詳しく観察した結果、皮質の場所によって一部の層が厚くなったり薄くなったりするなど、細胞構築が均一でないことを発見した。ブロードマンは細胞構築の違いに基づき、大脳皮質を52の領域（野）に区分した。この区分はブロードマンの脳地図と呼ばれ、脳機能局在論において位置を示す基準としてよく用いられている。たとえば、後頭部に位置する新皮質の17野では、外側膝状体からの軸索を受ける第4層が分厚く発達している。外側膝状体は網膜から入力を受けているほか、17野は視覚情報の処理をしていると見なせるデータも多くあることから、この領野の細胞構築的特徴と処理している情報の間には、一定の関係があると考えられている。

## 関連文献
- 金子武嗣 「大脳皮質の神経回路」 Equilibrium Research Vol.59 , No.3 (2000) pp.178-185